# Mokihana
Mokihana (Originaltitel: Mokihana bor på Hawaii) ist der Titel eines Fotobuches der schwedischen Schriftstellerin Eugénie Söderberg mit Fotos von Anna Riwkin-Brick. 1961 erschien das Buch bei Rabén & Sjögren als sechstes Buch in der Reihe Kinder unserer Erde, für die auch Autorinnen wie Astrid Lindgren, Leah Goldberg, Elly Jannes, Vera Forsberg und Cordelia Edvardson die Texte beisteuerten. Ein Jahr später brachte der Oetinger Verlag das Buch auch in Deutschland heraus.

## Inhalt
Mokihana lebt gemeinsam mit ihren Freunden auf Hawaii. Ihre Familien kamen ursprünglich aus verschiedenen Ländern und Kulturen nach Hawaii, doch sie sprechen alle Englisch. Die Freunde treffen einander fast täglich und erleben viele Abenteuer. Besonders freuen sie sich auf die geheime Geburtstagsparty für Anela, die zehn Jahre alt wird. Dafür haben sie sich etwas ganz besonderes ausgedacht. Mokihana zeichnet für diese ein Bild von dem Hund Iki, den Anela sehr liebt. Außerdem bereiten sie und ihre Freunde Blumenkränze für die Party vor, die sie sich umhängen. Als ihre Tante Anela zur Geburtstagsparty bringt ist Anela überrascht, denn sie dachte, alle hätten ihren Geburtstag vergessen. Gemeinsam feiern sie und essen Mangos, Ananas, Banane, Papayas, Eiscreme, Kuchen und trinken Orangensaft. Außerdem bekommt Anela Küken in einem Korb geschenkt. Sie ist überglücklich!

## Hintergrund
Das Buch Mokihana wurde auf Hawaii erstellt. Anna Riwkin-Brick und ihre Schwester Eugénie Söderberg lebten für mehrere Monate dort. Während Riwkin die Fotos machte, war Söderberg für den Text zuständig. Für ein Bild, das im Buch erschien, wurden mehr als hundert Fotos geschossen. Zum Veröffentlichungszeitpunkt wurde das Buch auch als pädagogisch wertvolle Schullektüre betrachtet, da es zeigte wie Kinder aus ursprünglich unterschiedlichen Kulturen zufrieden und vorurteilsfrei miteinander umgingen. Am Moderna Museet in Stockholm gab es 2019 eine Ausstellung zu Anna Riwkin, in der auch die Kinder unserer Erde Reihe und Mokihana vorgestellt wurden. Diese trug den Titel: The world beyond my suburb.

## Dokumentarfilm aus Israel
In Israel war die Serie Kinder unserer Erde, zu der auch Elle Kari gehört, ein großer Erfolg. Letzterer basierte auch auf den Übersetzungen der Dichterin Leah Goldberg.  Im Jahr 2017 drehte die israelische Regisseurin Dvorit Shargal einen 50-minütigen Dokumentarfilm mit dem Titel  Where is Lilibet the Circus child and what happened in Honolulu?. Im Film versuchte die Regisseurin Shargal herauszufinden, was nach dem Ende des Buchs mit Mokihana passierte. Diese lebt inzwischen in der Nähe von Honolulu. Die Regisseurin entschied sich, nicht ausschließlich wegen der Protagonistin, mit diesem Buch aus der Reihe zu beschäftigen, sondern auch weil sie schon als Kind von einer Reise nach Honolulu geträumt hatte.

## Rezeption
Rose C. Merenda schreibt in dem Buch Day Care and Early Education (1987), dass Mokihana eine tolle Geschichte sei um den Kindern in Schulen das Leben auf Hawaii näherzubringen und sie dafür zu interessieren. Besonders gut sei es, weil die Schüler Mokihanas Leben mit ihrem eigenen vergleichen könnten.

## Ausgaben
- Mokihana, Rabén & Sjögren, 1961, schwedische Ausgabe
- Mokihana lives in Hawaii, 1961, US-amerikanische Ausgabe
- Mokihana bor på Hawaii, Oetinger Verlag, 1962, deutsche Ausgabe, ins Deutsche übersetzt von Margot Franke